# Vinod Khanna
Vinod Khanna (Peshawar, 6 ottobre 1946 – Mumbai, 27 aprile 2017) è stato un attore, produttore cinematografico e politico indiano.

## Biografia
Ha debuttato nel 1968 nel film Man Ka Meet ed è stato principalmente attivo nel cinema Hindi negli anni '70. Ha avuto un periodo di pausa dall'attività dal 1982 al 1987. 
Nel 1997 è entrato in politica come esponente del Bharatiya Janata Party.

## Premi
Due volte ha vinto il Filmfare Award: nel 1975 come "miglior attore non protagonista" per Haath Ki Safai e nel 1999 per il premio alla carriera.
Ha ricevuto in maniera postuma il Dadasaheb Phalke Award (2018).